# Sils im Domleschg
Sils im Domleschg (en romanche Seglias) es una comuna suiza del cantón de los Grisones, situada en la región de Viamala. Limita al norte con las comunas de Fürstenau y Scharans, al este con Vaz/Obervaz y Mutten, al sur con Zillis-Reischen, al suroeste con Rongellen, y al oeste con Thusis.